# Cichy (Świętajno)
Cichy (deutsch Czychen, 1938–1945 Bolken, sowie Cichy Młyn deutsch Mühle Czychen, 1938–1945 Mühle Bolken) sind zwei Orte in der polnischen Woiwodschaft Ermland-Masuren. Sie gehören zur Landgemeinde Świętajno (Schwentainen) im Powiat Olecki (Kreis Oletzko, 1933–1945 Kreis Treuburg).

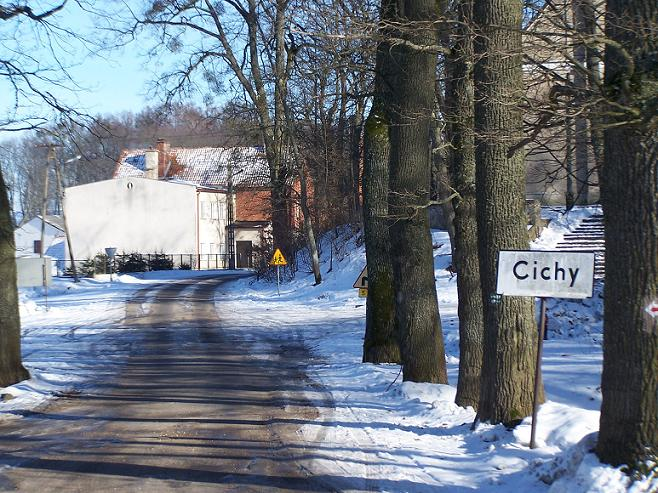
Ortseinfahrt von Cichy im Winter

## Geographische Lage
Cichy liegt am Flüsschen Struga (polnisch Cicha) im Nordosten der Woiwodschaft Ermland-Masuren, 14 Kilometer nordwestlich der Kreisstadt Olecko (Marggrabowa, umgangssprachlich auch Oletzko, 1928–1945 Treuburg).
Eineinhalb Kilometer südwestlich des Dorfes am Weg nach Nowiny (Neusaß) liegt der Weiler (polnisch osada) Cichy Młyn mit dem markanten Bauwerk einer Wassermühle.

## Geschichte

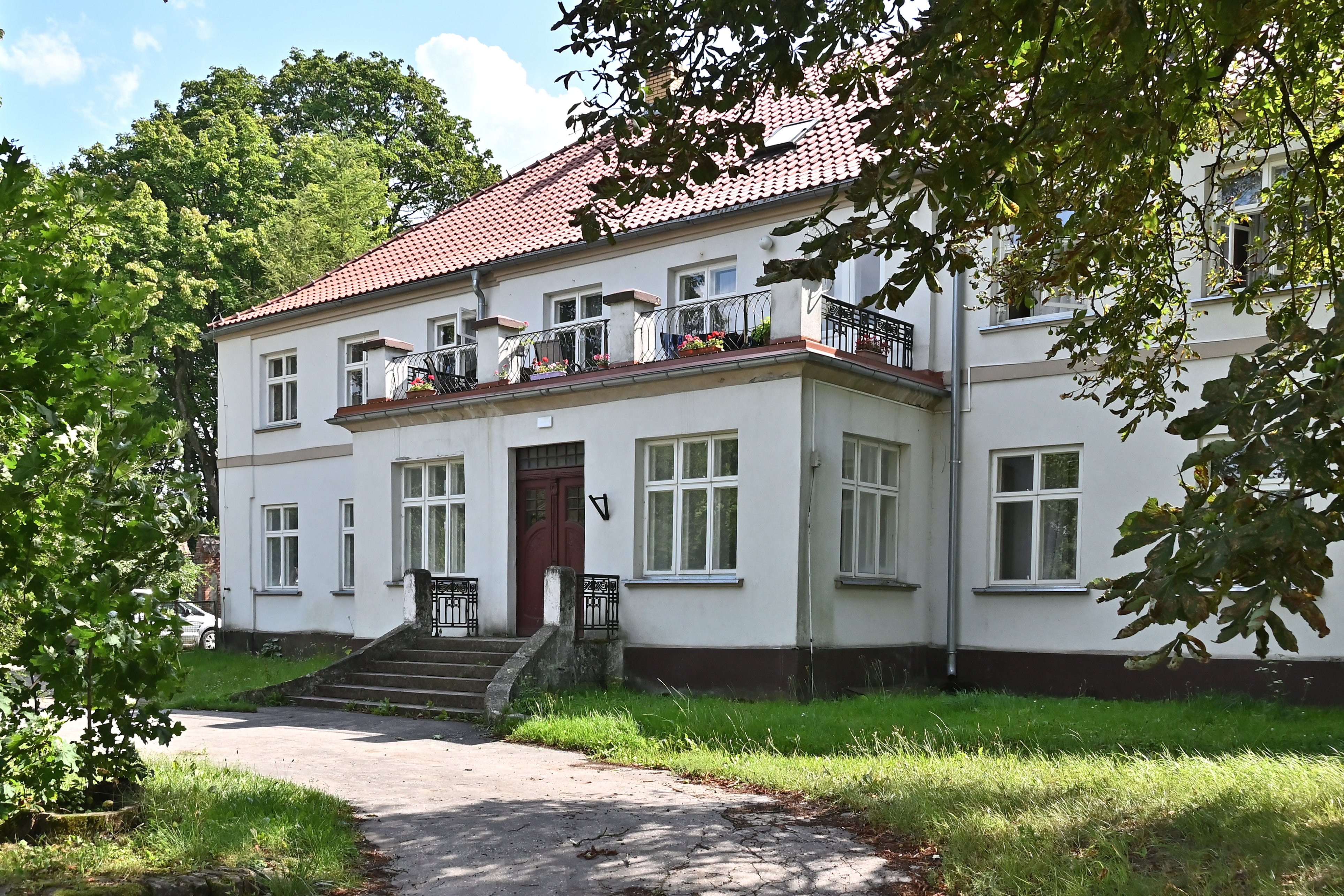
Altes Gutshaus

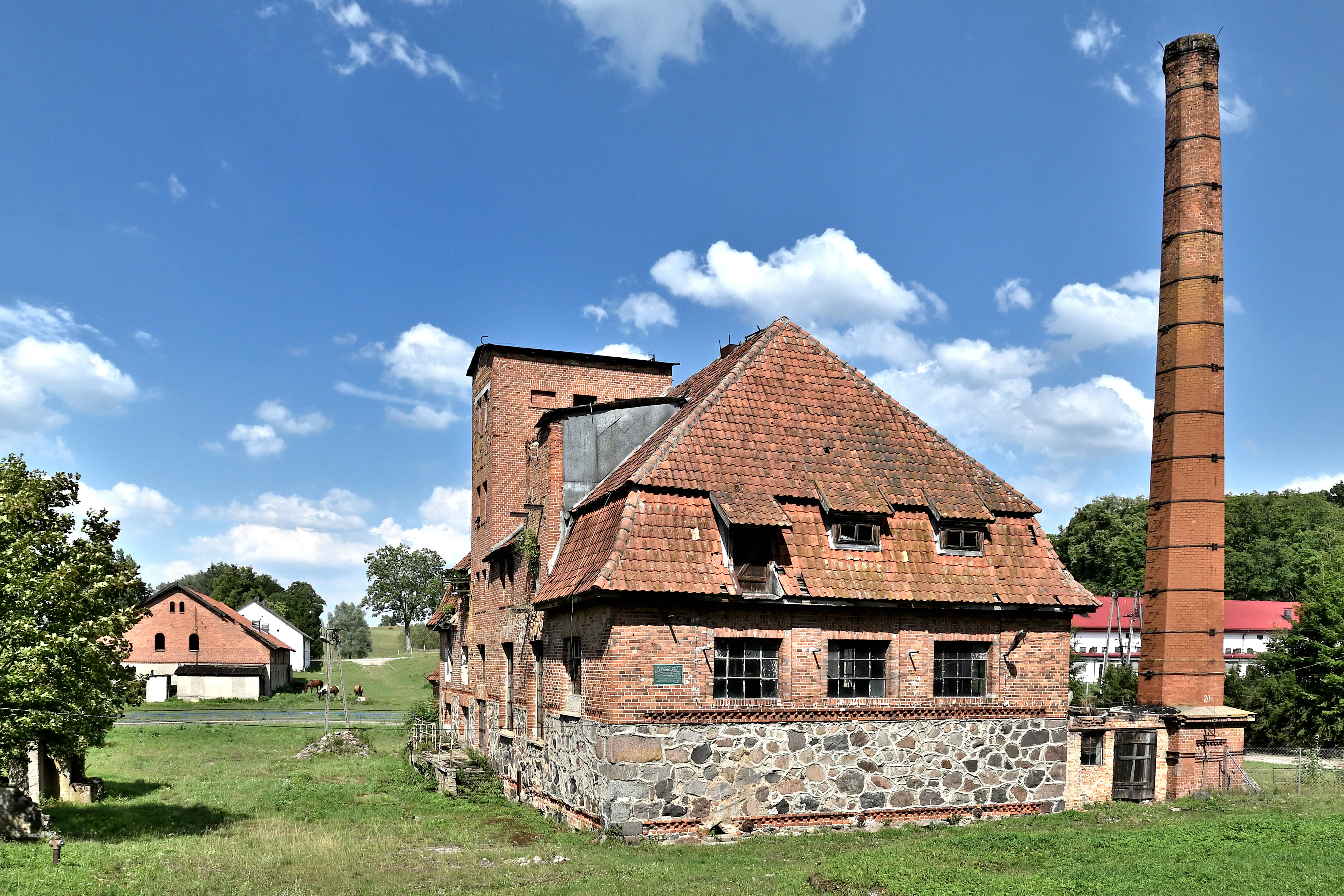
Wirtschaftsgebäude des ehemaligen Gutes

Im Jahre 1554 erhielt das bis 1938 Czychen genannte Dorf aus der Hand des Herzogs Albrecht die Gründungsurkunde anlässlich der Verleihung des Gutes. Die Namensschreibweise des Dorfes war Änderungen unterworfen: Schrieb es sich vor 1785 noch Cschichen, so nach 1785 Czichen.
Im 19. und beginnenden 20. Jahrhundert gehörte das Gut einer Familie Wittig, konkret um 1903 Frau Ida Wittig, als Verwalter fungierte Georg Hein, Gesamtgröße 1300 ha. Dazu gehörten drei Vorwerke, eine Brauerei, die Mühle, eine Molkerei und ein Sägewerk. Das Gutshaus stammt in seinem Kern aus dem Jahr 1750 und wurde 1848 restauriert. Der auch heute noch erkennbare 18,5 ha große Gutspark verfügt über viele alte Bäume.
Am 27. Mai 1874 wurde Czychen Amtsdorf und damit namensgebend für einen Amtsbezirk, der – am 13. September 1938 in Amtsbezirk Bolken umbenannt – bis 1945 bestand und zum Kreis Oletzko (1933–1945 Kreis Treuburg) im Regierungsbezirk Gumbinnen der preußischen Provinz Ostpreußen gehörte.
Czychen verzeichnete im Jahre 1910 insgesamt 378 Einwohner, von denen 41 im Dorf und 337 im Gutsbezirk ansässig waren.
Aufgrund der Bestimmungen des Versailler Vertrags stimmte die Bevölkerung im Abstimmungsgebiet Allenstein, zu dem Czychen gehörte, am 11. Juli 1920 über die weitere staatliche Zugehörigkeit zu Ostpreußen (und damit zu Deutschland) oder den Anschluss an Polen ab. In Czychen stimmten 326 Einwohner für den Verbleib bei Ostpreußen, auf Polen entfiel keine Stimme.
Am 30. September 1928 gliederte man den Gutsbezirk Czychen in die Gemeinde Czychen ein. Danach betrug die Gesamteinwohnerzahl im Jahre 1933 nur noch 286 und im Jahr 1939 noch 304, nachdem der Ort am 3. Juni (amtlich bestätigt am 16. Juli) des Jahres 1938 in Bolken umbenannt worden war. Das Rittergut der Familie von Gehren beinhaltete mit den Vorwerken Gruppendorf und Neusäß, gesamt etwa 1032 ha. Verwalter war Horst Tinschmann, letzte Eigentümerin Frida von Gehren, geb. Goege (* 1885; † 1944), resp. ihr Sohn Reinhard von Gehren, Offizier und Diplom-Landwirt.
In Kriegsfolge kam Czychen sowie seine Ortschaft Mühle Czychen 1945 mit dem gesamten südlichen Ostpreußen zu Polen und erhielten polnische Namensformen: Cichy und Cichy Młyn. Heute ist Cichy Sitz eines Schulzenamtes (polnisch sołectwo), in das auch die Nachbarorte Niemsty (Könitzberg, 1938–1945 Gertrudenhof) und Cichy Młyn einbezogen sind, und gehört somit zum Verbund der Landgemeinde Świętajno (Schwentainen) im Powiat Olecki (Kreis Oletzko, 1933–1945 Kreis Treuburg), bis 1998 der Woiwodschaft Suwałki, seither der Woiwodschaft Ermland-Masuren zugehörig.
Das einstige Gutshaus wurde in den 1970er Jahren renoviert, wobei etliche Ausstattungsgegenstände entfernt wurden. Heute ist das Gebäude Eigentum der Staatlichen Agentur für landwirtschaftliche Immobilien (Agencja Własności Rolnej Skarbu Państwa - AWRSP).

### Amtsbezirk Czychen/Bolken (1874–1945)
In der Zeit seines Bestehens waren in den Amtsbezirk Czychen (1938–1945 Amtsbezirk Bolken) eingegliedert:
| Name           | Änderungsname 1938 bis 1945 | Polnischer Name | Bemerkungen                                    |
| -------------- | --------------------------- | --------------- | ---------------------------------------------- |
| Barannen       | Barnen                      | Barany          |                                                |
| Czukten        | Schuchten                   | Czukty          |                                                |
| Czychen (Dorf) | Bolken                      | Cichy           |                                                |
| Czychen (Gut)  |                             |                 | 1928 in die Landgemeinde Czychen eingegliedert |
| Diebowen       | Diebauen                    | Dybowo          |                                                |
| Jurken         | Jürgen (Ostpr.)             | Jurki           |                                                |
| vor 1908:      |                             |                 |                                                |
| Klein Schwalg  | Schwalg                     | Swałk           | vorher Amtsbezirk Schwalg                      |
| Sawadden       | Schwalgenort                | Zawady Oleckie  | vorher Amtsbezirk Schwalg                      |

## Religionen

### Kirchengebäude
Die evangelische Kirche in Czychen wurde 1566 errichtet. Es handelt sich um einen Bau aus verputztem Feldstein mit eingezogenem Westturm. Die Kriege hat das Gotteshaus im Wesentlichen gut überstanden, 1975 wurde es renoviert und ist heute katholische und nach der Gottesmutter von Tschenstochau benannte Pfarrkirche.

### Kirchengemeinde

#### Evangelisch
Zwischen der Reformationszeit und 1945 bestand in Czychen lediglich eine evangelische Kirchengemeinde. Der Pfarrkirche war ein weitflächiges Kirchspiel zugeordnet, das zeitweise von zwei Geistlichen gleichzeitig betreut wurde. So waren im Jahr 1925 insgesamt 5.200 Gemeindeglieder eingepfarrt. Die Pfarrei gehörte zum Kirchenkreis Oletzko/Treuburg in der Kirchenprovinz Ostpreußen der Evangelischen Kirche der Altpreußischen Union.
Flucht und Vertreibung der einheimischen Bevölkerung brachten evangelisches Gemeindeleben in dem jetzt Cichy genannten Ort zum Erliegen. Heute ist die Region nach Gołdap (Goldap) hin orientiert, dessen Gotteshaus Filialkirche der Pfarrei in Suwałki in der Diözese Masuren der Evangelisch-Augsburgischen Kirche in Polen ist.

#### Römisch-katholisch
Die katholischen Kirchenglieder in Czychen resp. Bolken war bis 1945 in die Pfarrei in Marggrabowa (1928–1945 Treuburg, polnisch Olecko) im Bistum Ermland einbezogen. Die Neuansiedlung polnischer Bürger nach 1945 ließ in Cichy 1952 einen katholischen Seelsorgebezirk entstehen, der 1962 in eine Pfarrgemeinde umgewandelt wurde. Heute hat die Pfarrei Cichy drei Filialkirchen in: Mazury (Masuhren, 1938–1945 Masuren), Sokółki (Sokolken, 1938–1945 Halldorf) und Czerwony Dwór (Rothebude). Sie ist Teil des Bistums Ełk (Lyck) der Römisch-katholischen Kirche in Polen.

## Mit dem Ort verbunden
- Philipp von Gehren (1868–1931), deutscher Verwaltungsbeamter und Rittergutsbesitzer, lebte seit 1919 auf seinem Gut in Czychen, und hier starb er am 12. September 1931.

## Verkehr
Cichy liegt an einer Nebenstraße, die den Ort sowohl mit der polnischen Landesstraße DK 65 (einstige deutsche Reichsstraße 132) (Nord-Süd-Richtung) als auch mit der Woiwodschaftsstraße DW 655 (West-Ost-Richtung) verbindet und auch den Anschluss an die Nachbarwoiwodschaften Masowien und Podlachien herstellt. Eine untergeordnete Nebenstraße vermittelt die Anbindung an die Kreisstadt und auch in das Gebiet der Puszcza Borecka (auch Borker Heide, Borkener Forst). Mit dem kleinen Nachbarort Nowiny (Neusaß) ist Cichy über einen Landweg verbunden.
Eine Bahnanbindung besteht nicht mehr, seit die Bahnstrecke Kruglanken–Marggrabowa (Oletzko)/Treuburg (polnisch Kruklanki–Olecko) mit der nächstgelegenen Bahnstation Griesen (polnisch Gryzy) in Kriegsfolge aufgegeben wurde.